# Разделение на правых и левых в политике

Классическое разделение правых и левых

Разделе́ние на пра́вых и ле́вых — система классификации политических позиций, идеологий и партий.
Левая политика и правая политика часто противопоставляются друг другу, хотя конкретный человек или группа могут занимать левые позиции по одному вопросу и правые позиции по другому. Во Франции, где возник термин, левыми была названа «партия движения», а правыми — «партия порядка». Промежуточная позиция называется центризм, и человек с такой позицией является центристом.
Существует общее согласие, что к «левым» относятся реформисты, прогрессивисты, коммунисты, зелёные, социал-демократы, социалисты, синдикалисты, социал-либералы, демократические социалисты, левые либертарианцы, секуляристы, автономисты, антиимпериалисты, антикапиталисты и анархисты (например, анархо-коммунисты).
Также существует консенсус, что к «правым» относятся консерваторы, реакционеры, неоконсерваторы, национал-демократы (национал-либералы), капиталисты (как и либералы, скорее относятся к центру), в известной степени правые либералы, правые либертарианцы (в том числе анархо-капиталисты), националисты, социал-авторитарии, монархисты, теократы, фашисты, национал-социалисты (нацисты) и франкисты.
Родерик Штакельберг писал: «Чем в большей степени человек считает абсолютное равенство между всеми людьми желательным условием, тем левее он будет в идеологическом спектре. Чем в большей степени человек считает неравенство неизбежным или даже желательным, тем правее он будет».
Существует также и «теория подковы», отвергающая классическое линейное деление на правых и левых, и утверждающая, что ультралевые и ультраправые ближе друг к другу, чем к политическому центру.

## История

### Истоки во Французской революции
Термины «правые» и «левые» впервые появились во французском Национальном собрании (1789 год) в начале Великой Французской революции, в котором возникли три направления, выбравшие (что получилось случайно) свой порядок рассаживания по местам: справа сидели фельяны — сторонники конституционной монархии; в центре сидели жирондисты — умеренные сторонники республики; слева сидели якобинцы, выступавшие за радикальные преобразования. Таким образом, изначально правыми называли тех, кто желает сохранить существующее положение (консерваторы), а левыми — тех, кто выступает за перемены, преобразование общественного строя (радикалы).